# St. Martin am Tennengebirge
St. Martin am Tennengebirge (im lokalen Pongauer Dialekt: Méschting) ist eine Gemeinde mit 1781 Einwohnern (Stand 1. Jänner 2024) im Bezirk St. Johann im Pongau im Salzburger Land in Österreich.

## Geografie

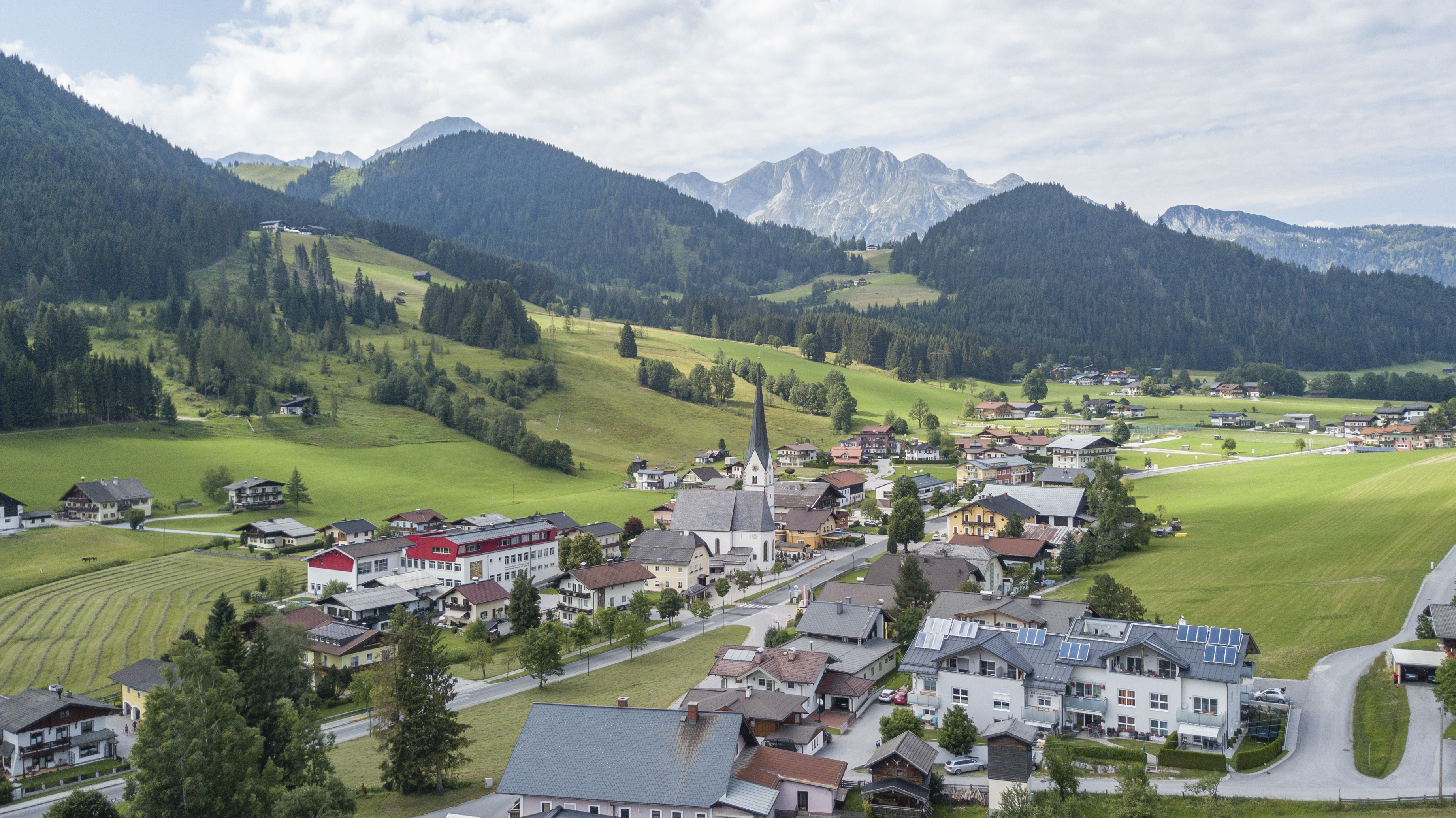
Blick über Sankt Martin am Tennengebirge

Die Gemeinde liegt im Ennspongau des Salzburger Land, in einem Seitental des Fritztals, zwischen Südfuß des Tennengebirges und dem Gerzkopf, einem Vorberg des Dachsteinmassivs. Sie gehört daneben auch zur Region Lammertal, an dem sie Anteile hat, und zu dem sie den Talpass darstellt.

### Gemeindegliederung
Das Gemeindegebiet umfasst zwei Ortschaften bzw. Katastralgemeinden (in Klammern Einwohnerzahl Stand 1. Jänner 2024, Fläche Stand 31. Dezember 2023):
- Sankt Martin am Tennengebirge (1221 Einwohner)

Hauptort; KG St. Martin (1.362,92 ha)
liegt südlich der Wasserscheide am St. Martinsbach gegen das Fritztal hin
- Lammertal (560 Einwohner)

KG Lammerthal (3.317,24 ha)
liegt nördlich der Wasserscheide, zum Rettenbach hin und die Region an der obersten Lammer
Der Hauptort Sankt Martin erstreckt sich über beide Katastralgemeinden.
Einziger Zählsprengel ist St.Martin a.Tennengebirge.
Die Gemeinde gehörte bis 2004 zum Gerichtsbezirk Radstadt und ist seit dem 1. Jänner 2005 Teil des Gerichtsbezirks Sankt Johann im Pongau.

### Nachbargemeinden
Zwei der fünf Nachbargemeinden liegen im Nachbarbezirk Hallein.
|            | Abtenau (Bez. Hallein/Tennengau)            |                                           |
| Werfenweng | Kompassrose, die auf Nachbargemeinden zeigt | Annaberg-Lungötz (Bez. Hallein/Tennengau) |
| Hüttau     |                                             | Eben im Pongau                            |

## Politik

### Gemeinderat
| Gemeinderatswahl 2024Wahlbeteiligung: 75,1 % 6050403020100 48,9 % (−4,7 %p)39,5 % (+0,1 %p)11,6 % (+4,6 %p) ÖVPSPÖFPÖ20192024 |

Die Gemeindevertretung hat insgesamt 17 Mitglieder.
- Mit den Gemeindevertretungs- und Bürgermeisterwahlen in Salzburg 2004 hatte die Gemeindevertretung folgende Verteilung: 6 SPÖ, 5 ÖVP und 2 FPÖ.
- Mit den Gemeindevertretungs- und Bürgermeisterwahlen in Salzburg 2009 hatte die Gemeindevertretung folgende Verteilung: 6 SPÖ, 5 ÖVP und 2 FPÖ.
- Mit der außerordentlichen Bürgermeisterwahl am 23. Oktober 2011 wurde Johannes Schlager (ÖVP) gewählt.[4]
- Mit den Gemeindevertretungs- und Bürgermeisterwahlen in Salzburg 2014 hatte die Gemeindevertretung folgende Verteilung: 9 ÖVP, 6 SPÖ und 2 FPÖ.
- Mit den Gemeindevertretungs- und Bürgermeisterwahlen in Salzburg 2019 hatte die Gemeindevertretung folgende Verteilung: 9 ÖVP, 7 SPÖ und 1 FPÖ.[5]
- Mit den Gemeindevertretungs- und Bürgermeisterwahlen in Salzburg 2024 hat die Gemeindevertretung folgende Verteilung: 8 ÖVP, 7 SPÖ und 2 FPÖ.[6]

### Bürgermeister
- 1969–1988 Johann Weran-Rieger (SPÖ)[7]
- 1988–2011 Rudolf Lanner (SPÖ)[8]
- seit 2011 Johannes Schlager (ÖVP)[9]

### Wappen
Das Wappen der Gemeinde ist beschrieben:
„In Silber auf grünem Boden der golden gekleidete St. Martin auf goldgezäumtem, schwarzen Pferde, seinen roten Mantel mit dem vor ihm knienden nackten Bettler teilend, links davon eine grüne Tanne.“

## Kultur und Sehenswürdigkeiten

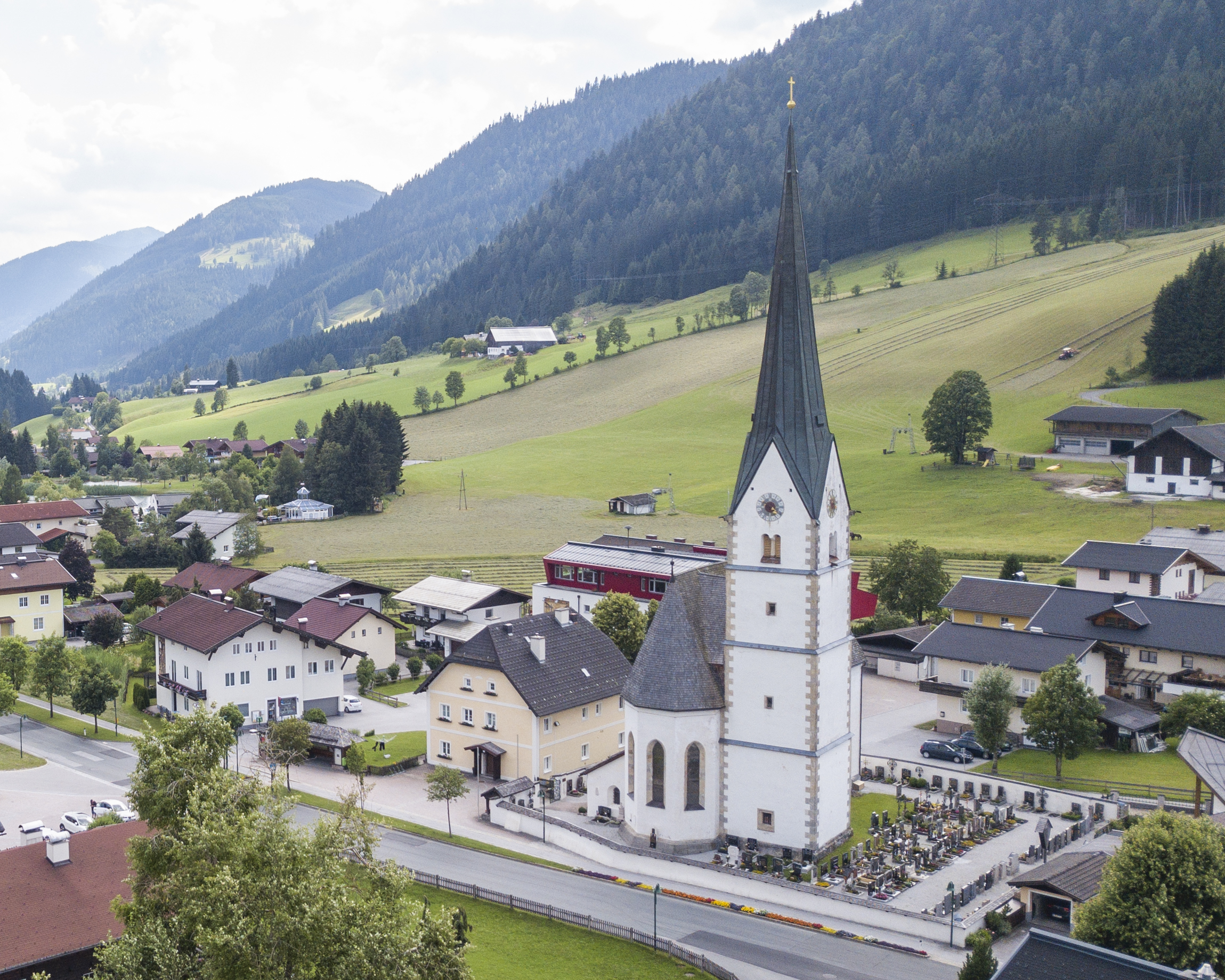
Pfarrkirche St. Martin am Tennengebirge

- Pfarrkirche St. Martin am Tennengebirge, gotische Hallenkirche der 1430er mit barockem Interieur

## Wirtschaft
Der Fremdenverkehrsort hatte 2003 1.485 Gästebetten bei 144.788 Nächtigungen im Jahr.
- Familienskigebiet St. Martin am Tennengebirge
- Ski & Schneesportschule St. Martin & Lammertal

### Truppenübungsplatz Aualm
Das Bundesheer hat den Truppenübungsplatz ab 1958 ursprünglich vom Missionshaus St. Rupert in Bischofshofen gepachtet. Im Jahre 2009 unter Verteidigungsminister Norbert Darabos wurde die militärische Nutzung eingestellt.
Nach einer Dekontamination des Geländes von Munitionsresten und einer Renaturierung, wie im Pachtvertrag vorgesehen, konnte der Pachtvertrag mit 1. Juli 2022 aufgelöst werden.